# John Hall Stephens
John Hall Stephens, född 22 november 1847 i Shelby County i Texas, död 18 november 1924 i Monrovia i Kalifornien, var en amerikansk politiker (demokrat). Han var ledamot av USA:s representanthus 1897–1917.
Stephens efterträdde 1897 Jeremiah V. Cockrell som kongressledamot och efterträddes 1917 av John Marvin Jones.
Stephens grav finns på East View Cemetery i Vernon i Texas.